# Тоса-хан

Мон роду Ямауті

36°33′52″ пн. ш. 136°39′33″ сх. д. / 36.564444444444° пн. ш. 136.65916666667° сх. д.
Тоса-хан (яп. 土佐藩, とさはん) — хан в Японії, у провінції Тоса, регіоні Шікоку.

## Короткі відомості
- Адміністративний центр: замок Коті, містечко Коті (сучасне містечко Коті префектури Коті).

- Інші назви: Коті-хан (高知藩).

- Дохід: 242 000 коку.

- Управлявся родом Ямауті, що належав до тодзама і мав статус володаря провінції (国主). Голови роду мали право бути присутніми у великій залі аудієнцій сьоґуна.

- Дочірні хани: Накамура-хан, Тоса-Сінден-хан.

- Ліквідований в 1871.

## Правителі
| №  | Ім'я             | Ім'я     | Роки      | Ранг, титул            | Примітки                      |
| -- | ---------------- | -------- | --------- | ---------------------- | ----------------------------- |
| 1  | Ямауті Кадзутойо | 山内一豊 | 1601-1605 | 従四位下 土佐守 侍従   | Другий син Ямауті Морітойо    |
| 2  | Ямауті Тадайосі  | 山内忠義 | 1605-1656 | 従四位下 土佐守 侍従   | Старший син Ямауті Ясутойо    |
| 3  | Ямауті Тадатойо  | 山内忠豊 | 1656-1669 | 従四位下 対馬守 侍従   | Старший син Ямауті Тадайосі   |
| 4  | Ямауті Тойомаса  | 山内豊昌 | 1669-1700 | 従四位下 土佐守 侍従   | Старший син Ямауті Тадатойо   |
| 5  | Ямауті Тойофуса  | 山内豊昌 | 1700-1706 | 従四位下 土佐守 侍従   | Старший син Ямауті Кацутосі   |
| 6  | Ямауті Тойотака  | 山内豊隆 | 1706-1720 | 従四位下 土佐守 侍従   | Другий син Ямауті Кацутосі    |
| 7  | Ямауті Тойоцуне  | 山内豊常 | 1720-1725 | 従四位下 土佐守 侍従   | Другий син Ямауті Тойотаки    |
| 8  | Ямауті Тойонобу  | 山内豊敷 | 1725-1767 | 従四位下 土佐守 侍従   | Старший син Ямауті Норісіґе   |
| 9  | Ямауті Тойотіка  | 山内豊雍 | 1768-1789 | 従四位下 土佐守 侍従   | Четвертий син Ямауті Тойонобу |
| 10 | Ямауті Тойокадзу | 山内豊策 | 1789-1808 | 従四位下 土佐守 侍従   | Старший син Ямауті Тойотіки   |
| 11 | Ямауті Тойоокі   | 山内豊興 | 1808-1809 | 従四位下 土佐守 侍従   | Старший син Ямауті Тойокадзу  |
| 12 | Ямауті Тойосуке  | 山内豊資 | 1809-1843 | 従四位下 土佐守 少将   | Другий син Ямауті Тойокадзу   |
| 13 | Ямауті Тойотеру  | 山内豊熈 | 1843-1848 | 従四位下 土佐守 少将   | Старший син Ямауті Тойосуке   |
| 14 | Ямауті Тойоацу   | 山内豊惇 | 1848      | —                      | Другий син Ямауті Тойосуке    |
| 15 | Ямауті Тойосіґе  | 山内豊信 | 1849-1859 | 従四位下 土佐守 侍従   | Старший син Ямауті Тойоакіри  |
| 16 | Ямауті Тойонорі  | 山内豊範 | 1859-1871 | 従四位下 土佐守 左少将 | Шостий син Ямауті Тойосуке    |